# Louis-Armand de Lom d'Arce barone di Lahontan
Louis-Armand de Lom d'Arce barone di Lahontan (Bayonne, 9 giugno 1666 – Elettorato di Hannover, 21 aprile 1716) è stato un militare, viaggiatore e scrittore francese. Prestò servizio per quasi dieci anni nell'esercito francese in Nuova Francia, dove viaggiò molto nella regione del Wisconsin e del Minnesota e nell'alta valle del Mississippi. Fu luogotenente del re a Terranova. Al suo ritorno in Europa scrisse un diario di viaggio che divenne estremamente popolare (Noveaux voyages dans l'Amérique septentrionale, 1703). In esso raccontava il suo viaggio lungo il fiume Missouri. Nelle sue opere Lahontan descrive in termini molto positivi la cultura dei nativi americani, considerati liberi, razionali e ammirevoli.

## Opere
Nei Dialogues curieux entre l'auteur et un sauvage de bon sens qui a voyagé (1703) il barone de Lahontan descrive un dialogo immaginario tra se stesso e Adario, un indigeno del nord America. Adario rappresenta una proiezione della nostalgia senza luogo né tempo per una vita felice senza leggi, giudici, proprietà privata, preti (in polemica con la teoria di Hobbes sull'origine della società), e, al contempo, una realtà storica della quale si tenta un'interpretazione che metteva a confronto critico e argomentato il mondo dei selvaggi e la civiltà europea.

## Edizioni
- Francesco Surdich (a cura di), Dialoghi con un selvaggio, Ivrea, Herodote, 1984.